# Білий Максим Ігорович
Макси́м І́горович Бі́лий (нар. 21 червня 1990, Васильківка, Дніпропетровська область) — український футбольний тренер, у минулому — футболіст, захисник. Відомий своїми виступами за «Шахтар-3», алчевську «Сталь» та луганську «Зорю». Грав за юнацькі і молодіжну збірні України. Чемпіон Європи серед юнаків (U-19) 2009 року.

## Клубна кар'єра
Вихованець дитячої футбольної академії донецького «Шахтаря». У дитячо-юнацькій футбольній лізі провів за «Шахтар» 84 матчів, забив 12 голів.

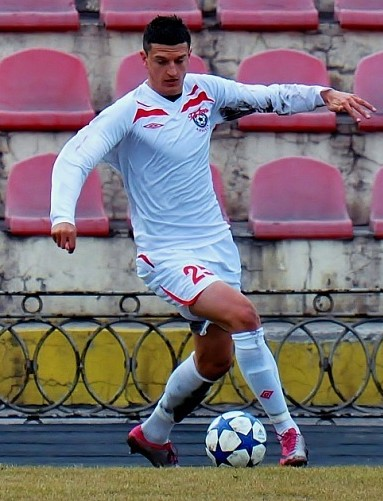
Максим Білий під час виступів за «Сталь». 3 квітня 2011 року

9 серпня 2007 року дебютував у складі «Шахтаря-3» в іграх другої ліги чемпіонату України у матчі проти луганського «Комунальника» (перемога 2:1). Усього у Другій лізі провів 54 матчі, відзначився трьома голами (станом на 21 серпня 2009 року). У сезоні 2007—2008 років також зіграв п'ять ігор за «Шахтар» у турнірі дублерів української першості.
Перед початком сезону 2010—2011 приєднався на правах оренди до складу представника першої ліги української першості алчевської «Сталі». У сезоні 2011—2012 років перейшов до луганської «Зорі», за яку виступав до червня 2015 року.
Із червня 2015 року грав за сплітський «Хайдук». У вересні 2016 року розірвав контракт з клубом.
4 лютого 2017 року півзахисник підписав контракт з махачкалінським «Анжи», проте так і не зіграв жодного матчу за основну команду і 19 червня 2017 року покинув клуб. Згодом Максим визнав, що цей перехід був найбільшою помилкою в його кар’єрі.
Влітку 2017 року став гравцем клубу «Маріуполь», де за півтора роки відіграв 28 ігор в Прем'єр-лізі, після чого 10 січня 2019 року він покинув маріупольський клуб.
15 січня 2019 року повернувся до «Зорі». Втім, цього разу на поле виходив вкрай рідко і 8 лютого 2020 року він був відданий в оренду в першоліговий «Рух» (Львів). До кінця сезону 2019/20 Білий зіграв у 10 іграх і допоміг команді посісти 2 місце та вперше в історії вийти до Прем'єр-ліги, після чого у серпні повернувся до луганської команди. Втім, вже за кілька днів сторони розірвали угоду за обопільною згодою, і футболіст у статусі вільного агента підписав повноцінну угоду з «Рухом». Згодом Максим став капітаном львівської команди. 9 вересня 2022 перейшов до одеського «Чорноморця». Однак Білий виходив у складі одеської команди нечасто, за однією з версій, через непорозуміння з головним тренером Леонідом Кучуком.
У липні 2023 Білий повернувся до «Руху», приєднавшись до «Руху-2», який щойно здобув професіональний статус. Паралельно з грою в другій лізі Білий був граючим тренером команди в штабі Володимира Безуб'яка, а також працював з командою U-17 клубної академії. Максим обрав цю роль, щоб поступово завершити ігрову кар'єру та перейти до тренерської. У 2024 Білий остаточно перейшов на тренерську роботу, ставши асистентом старшого тренера команди «Рух» U-14 Андрія Гордея.

## Виступи за збірні
Запрошувався у збірні України різних вікових категорій, дебют у футболці збірної — 21 серпня 2005 року в матчі збірної України U-17 проти однолітків із Білорусі (поразка 0:1).
У складі збірної України U19 — чемпіон Європи 2009 року. У рамках фінальної частини чемпіонату, що проходила в Донецьку й Маріуполі, регулярно потрапляв до заявки на матчі української збірної, однак на полі жодного разу не з'явився.
2011 року провів один матч за молодіжну збірну України.

## Досягнення
- Чемпіон Європи (U-19): 2009